# Phyllidioidea
Phyllidioidea zijn een superfamilie van weekdieren uit de klasse van de Gastropoda (slakken).

## Families
- Dendrodorididae O'Donoghue, 1924 (1864)
- Mandeliidae Valdés & Gosliner, 1999
- Phyllidiidae Rafinesque, 1814